# 托比亚斯·舍伦贝格
托比亚斯·舍伦贝格（德語：Tobias Schellenberg，1978年11月17日—），德国男子跳水运动员。他曾代表德国参加2004年夏季奥林匹克运动会跳水比赛，联同安德烈亚斯·韦尔斯获得男子双人3米跳板银牌。